# Лукас Нмеча
Лукас Нмеча (нім. Lukas Nmecha, нар. 14 грудня 1998, Гамбург) — німецький та англійський футболіст, нападник клубу «Вольфсбург» та національної збірної Німеччини.

## Клубна кар'єра
Народився 14 грудня 1998 року в місті Гамбург в родині нігерійця і німкені. У 2007 році родина переїхала до Англії, де Лукас і почав займатись футболом в академії «Манчестер Сіті». У сезоні 2016/17 провів за молодіжну команду 17 зустрічей, забив дев'ять м'ячів. Також був учасником тогорічного розіграшу Юнацької ліги УЄФА.
За основну команду дебютував 19 грудня 2017 року в матчі 1/4 фіналу Кубка англійської ліги проти «Лестер Сіті», вийшовши на заміну на 88-й хвилині матчу замість Браїма Діаса. В тому матчі Нмеча забив гол у післяматчевій серії пенальті, який допоміг «городянам» вийти в півфінал. 29 квітня 2018 року Нмеча дебютував в рамках Прем'єр-ліги, вийшовши на заміну замість Габріела Жезуса в матчі проти «Вест Гем Юнайтед».
Для отримання ігрової практики протягом сезону 2018/19 грав у другому дивізіоні на правах оренди за «Престон Норт-Енд», відігравши за команду з Престона 41 матч в національному чемпіонаті.
Влітку 2019 року був орендований німецьким «Вольфсбургом», а за півроку, у січні 2020, повернувся до Англії, де знов таки на умовах оренди став гравцем друголігового «Мідлсбро».
В наступне трансферне вікно Лукас Нмеча відправився в річну оренду до бельгійського «Андерлехта».

## Виступи за збірні
Лукас, який мав право обирати між збірними Німеччини, Англії та Нігерії, спочатку вирішив виступати за англійців. 2013 року дебютував у складі юнацької збірної Англії, взяв участь у 27 іграх на юнацькому рівні, відзначившись 7 забитими голами. У складі команди до 19 років став переможцем юнацького чемпіонату Європи 2017 року у Грузії. При цьому саме Нмеча забив вирішальний гол англійців як у півфіналі, так і фіналі.
З 2018 року залучався до складу молодіжної збірної Англії, вигравши з нею того ж року Турнір у Тулоні. Всього на молодіжному рівні зіграв за англійців у 4 офіційних матчах, забив 1 гол.
У березні 2019 року ухвалив рішення виступати за збірну країни, в якій народився — Німеччину, і вже влітку того ж року був викликаний до складу молодіжної збірної для участі в молодіжному чемпіонаті Європи 2019 року в Італії.

## Статистика виступів

### Статистика клубних виступів
Станом на 2 січня 2020 року
| Сезон             | Команда            | Чемпіонат         | Чемпіонат | Чемпіонат | Національний кубок | Національний кубок | Національний кубок | Континентальні кубки | Континентальні кубки | Континентальні кубки | Інші змагання | Інші змагання | Інші змагання | Усього | Усього | Усього |
| Сезон             | Команда            | Ліга              | Ігор      | Голів     | Ліга               | Ігор               | Голів              | Ліга                 | Ігор                 | Голів                | Ліга          | Ігор          | Голів         | Ігор   | Голів  |        |
| ----------------- | ------------------ | ----------------- | --------- | --------- | ------------------ | ------------------ | ------------------ | -------------------- | -------------------- | -------------------- | ------------- | ------------- | ------------- | ------ | ------ | ------ |
| 2017–18           | «Манчестер Сіті»   | ПЛ                | 2         | 0         | КА+КЛ              | 0+1                | 0                  |                      | -                    | -                    |               | -             | -             | 5      | 1      |        |
| 2018–19           | «Престон Норт-Енд» | Ч (ІІ)            | 41        | 4         | КА+КЛ              | 1+2                | 0                  |                      | -                    | -                    |               | -             | -             | 44     | 4      |        |
| 2019-січ. 2020    | «Вольфсбург»       | БЛ                | 6         | 0         | КН                 | 1                  | 0                  | ЛЄ                   | 5                    | 0                    | -             | -             | -             | 12     | 0      |        |
| січ.-черв. 2020   | «Мідлсбро»         | Ч (ІІ)            | 0         | 0         | КА+КЛ              | 0+0                | 0                  | -                    | -                    | -                    | -             | -             | -             | 0      | 0      |        |
| Усього за кар'єру | Усього за кар'єру  | Усього за кар'єру | 49        | 4         |                    | 5                  | 0                  |                      | 5                    | 0                    |               | -             | -             | 59     | 4      |        |

## Особисте життя
Має молодшого брата, Фелікса (нар. 2000), який також став футболістом.

## Титули і досягнення
- Чемпіон Європи (U-19): 2017
- Чемпіон Європи (U-21): 2021